# Мжезіно
Мжезіно (пол. Mrzezino, нім. Bresin) — село в Польщі, у гміні Пуцьк Пуцького повіту Поморського воєводства.
Населення — 2419 осіб (2011).
У 1975-1998 роках село належало до Гданського воєводства.

## Демографія
Демографічна структура станом на 31 березня 2011 року:
|          | Загалом | Допрацездатний вік | Працездатний вік | Постпрацездатний вік |
| -------- | ------- | ------------------ | ---------------- | -------------------- |
| Чоловіки | 1235    | 336                | 815              | 84                   |
| Жінки    | 1184    | 297                | 725              | 162                  |
| Разом    | 2419    | 633                | 1540             | 246                  |